# Celler Vell (Blancafort)
El Celler Vell és una obra noucentista de Blancafort (Conca de Barberà) inclosa a l'Inventari del Patrimoni Arquitectònic de Catalunya.

## Descripció
Situat en la Plaça dels Arbres, en la zona del poble que va créixer durant el darrer quart de segle passat amb l'expansió de la viticultura. Se'l coneix com el Celler Vell del sindicat, ja que n'existeix un altre de més modern.. Si bé no és datat, l'estil és molt propi d'entre alguns cellers de la zona construïts entre les dues primeres dècades del segle xx. En destaquen les obertures superiors i la porta original.
Consta de dues naus amb teulada a dues vessants. La façana, restaurada i amb mostres de paredat, conserva les finestres originals a la part superir de l'edifici.

## Història
El Centre Agrícola va ser fundat el 1904 i es va fusionar amb el SDindicat de Vinyatere o dels Pobres el 1936.
Actualment funciona com a magatzem de la Cooperativa.